# Верхняя Хила
Верхняя Хила — село в Шилкинском районе Забайкальского края России, административный центр сельского поселения «Верхнехилинское». Основано в 1824 году.

## География
Село находится в северо-восточной части района на расстоянии примерно 25 километров (по прямой) на север-северо-запад от города Шилки. 
Климат
Климат характеризуется как резко континентальный, с продолжительной холодной зимой и коротким тёплым летом. Среднегодовая температура воздуха составляет −2,7 — −1,6 °С. Средняя многолетняя температура самого холодного месяца (января) составляет −29 — −25 °С (абсолютный минимум — −51 °С), температура самого — 350 мм. Продолжительность безморозного периода составляет 110 дней.
Часовой пояс
Село Верхняя Хила находится в часовой зоне МСК+6. Смещение применяемого времени относительно UTC составляет +9:00.

## История
Изначально село было тунгусским улусом, В 1916 насчитывалось 218 чел., в 1923 — 375, в 1989 — 1120.

## Население
Постоянное население составляло 884 человек в 2002 году (русские 100%), 796 человек в 2010 году.

## Инфраструктура
Сельскохозяйственное предприятие «Верхнехилинская». В наличии средняя школа, детсад, клуб, библиотека, участковая больница.